# 요익중
진 시조 경원황제 요익중(秦 始祖 景元皇帝 姚弋仲, 280년 ~ 352년)은 중국 오호십육국 시대에 활동한 강족의 수장이다. 후에 후진을 건국한 요장의 아버지이다. 후진이 건국된 이후 황제로 추존되었다.

## 생애
요익중은 남안(南安) 출신으로 강족의 수장이다. 313년에 기근을 피해 동쪽으로 이주하여 옹주(雍州 : 산시성 중부)에 거주하며 호서강교위·옹주자사·부풍공(護西羌校尉、雍州刺史、扶風公)을 자칭하였다. 전조(前趙)의 유총(劉叢)은 요익중을 포섭하려 하였으나 따르지 않았다. 318년 이후 유요(劉曜)가 장안(長安)에 도읍하고 관중을 장악하자 요익중은 강족을 이끌고 전조에 복속하였다. 329년에 후조(後趙)가 전조를 멸망시키고 관중을 장악하자 다시 후조에 복속하였으며, 333년에 후조에서 일어난 반란에 개입하였다가 석호(石虎)에게 패배하자 다시 후조에 복속하였다. 석호는 요익중에게 강족 수십만 명을 이끌고 관동으로 이주하도록 하였다.
요익중은 석호의 휘하에서 장군으로 많은 전공을 세웠다. 349년에 관중에서 대규모 반란이 일어나고 병에 걸린 석호가 소극적으로 대처하자 요익중은 석호를 찾아가 그를 꾸짖고 총사령관이 되어 반란을 진압하였다. 반란을 진압하고 귀환하던 도중 석호가 사망하고 후조가 후계자 분쟁에 휩싸이자 요익중은 섭두(灄頭)를 중심으로 독립적인 세력을 구축하였다. 염위(冉魏)와 후조의 전쟁에 개입하여 후조를 돕기도 하였다. 요익중은 아들 요양(姚襄)을 보내 저족의 포홍(蒲洪)을 공격하게 하였으나 패배하였다. 이후 염위, 후조, 포홍 등의 세력과 대립을 거듭하였다.
351년 요익중은 동진(東晉)에 복속하여 관작을 받고 동진의 영역으로 이동을 계획하였으나 352년에 사망하였다. 요익중의 유골은 후계자 요양이 보관하였는데, 357년에 관중으로 돌아간 이후 부생(苻生)에 의해 왕에 준하는 예로 매장되었다.